# Línea FA del Tren Interoceánico
La Línea FA del Tren Interoceánico del Istmo de Tehuantepec, es un ferrocarril propiedad del gobierno mexicano, que conecta Coatzacoalcos, Veracruz con Pakal Ná, (Palenque), Chiapas. Es una línea de las tres que conforman el sistema del Tren Interoceánico. La línea Coatzacoalcos-Pakal Ná tiene ocho estaciones.

## Tarifas
Desde la estación terminal Coatzacoalcos (Veracruz) a la estación:
- Cuichapa, en el municipio de Moloacán (Veracruz): 36 pesos Coatza-Cuichapa
- Las Choapas, también conocida como Tancochapa (Veracruz): 72 pesos Coatza-Las Choapas
- Roberto Ayala (Tabasco) 186 pesos Coatza-Roberto Ayala
- Juárez (Chiapas): 244 pesos Coatza-Juárez:
- Teapa (Tabasco): 308 pesos Coatza-Teapa
- Pino Suárez (Chiapas): 396 pesos Coatza-Pino Suárez y
- Pakal Ná, en Palenque (Chiapas): 492 pesos Coatza-Palenque

## Historia

### Antigua línea Coatzacoalcos-Mérida
El 22 de enero de 1909, Leandro Hernández, Ministro de Comunicaciones, envió una carta a José Yves Limantour, Secretario de Hacienda del gabinete del general Porfirio Díaz, donde mencionaba la posibilidad de construir una vía férrea que uniera el Istmo de Tehuantepec con Campeche.
Debido a la Revolución Mexicana, se frenaron los intentos de unir a los ferrocarriles en Yucatán con el resto del país, hasta que la idea fue retomada hasta 1934. En 1935, los trabajos se intensificaron, y al año siguiente se mandaron 14 brigadas de obreros para comenzar la construcción. Fue en 1950 cuando se concluyó el primer tramo entre Coatzacoalcos y Campeche, el cual fue inaugurado por el presidente Miguel Alemán.
Debido a las condiciones meteorológicas de la región, sólo se podía trabajar cuatro meses al año, los ríos y pantanos crecían durante la temporada de lluvias y eso hacía que los trabajadores enfermaran de paludismo, debido a estos problemas, el tramo de Campeche a Mérida comenzó a operar hasta 1957. Estuvo arrendado a la empresa Ferrocarril Chiapas Mayab. Fue reducido al tramo entre Coatzacoalcos y Palenque como pequeño tren turístico.
En el 2014, comenzó el proyecto para remodelar la vía férrea, el cual incluía una inversión de 6, 000 millones de pesos.Fue estimada en 6, 000 millones de pesos y debía terminarse en el 2018, este proyecto incluía el cambio total de 1500 kilómetros (932 mi) de vías y rieles, los cuales tendrían un grosor de 115 libras y los durmientes que eran de madera se cambiarían para ser de concreto, para poder tener una vida útil de 50 años y poder soportar un peso de 80 toneladas de arrastre, con el objetivo de llegar a 120.
En 2016, el tramo de Mérida a Coatzacoalcos llevaba un avance de 350 km (217 mi) de un total de 900 km (559 mi) y se habían invertido 6, 400 millones de pesos, con esta modernización se esperaba que la velocidad pasará de 10 a 60 kilómetros por hora (6,2 a 37,3 mph). Se esperaba que la modernización quedara en el 2018, esto en el tramo de Valladolid a Coatzacoalcos.

### Modernización para el CIIT
El 1 de mayo de 2022, el presidente Andrés Manuel López Obrador anuncio una inversión de 30 mil millones de pesos para la rehabilitación del tramo que va de la ciudad de Coatzacoalcos, Veracruz, a la ciudad de Palenque, Chiapas, en el sureste del país.
Se espera que se construya el ramal Roberto Ayala-Dos Bocas, comenzaría en la actual estación Ing. Roberto Ayala, en Chontalpa, cerca de la frontera con el estado de Chiapas, y se extendería al noreste hasta el puerto de Dos Bocas, donde se conectaría con la Refinería Olmeca. Atravesando cinco municipios: Huimanguillo, Cárdenas, Cunduacán, Comalcalco y Paraíso. En marzo de 2022, la Secretaría de Hacienda y Crédito Público, informo que el nuevo ramal contaría con una inversión de 6,054 millones de pesos.
Es modernizando en diciembre de 2023, como parte del proyecto del Corredor Interoceánico del Istmo de Tehuantepec (CIIT) 
El 13 de septiembre de 2024, fue reinaugurado el servicio de pasajeros en la línea FA de Coatzacoalcos a Pakal Ná (Palenque).

## Conexiones
La línea Coatzacoalcos-Pakal Ná (Palenque) se une desde Coatzacoalcos con la línea Z, tendrá dos ramales hacia la refinería de Minatitlán y Dos Bocas, también conecta en Pakal Ná (Palenque) con el Tren Maya.